# Gastronomia de Grècia
|  | Aquest article tracta sobre Gastronomia de la Grècia moderna. Vegeu-ne altres significats a «Alimentació a l'antiga Grècia». |

La gastronomia de Grècia correspon al conjunt de costums culinaris dels habitants de les regions de Grècia. És una típica cuina mediterrània amb característiques compartides amb cuines veïnes com la turca i la italiana, ja que històricament la major part dels territoris actualment grecs havien estat dominats per turcs o italians. Cada regió té la seua cuina particular, però les característiques comunes són la preferència pels productes frescos i de temporada, i la presència gairebé obligada de pa, oli d'oliva i vi.
Hi ha plats que tenen noms d'origen turc, el que indica un origen oriental, sigui turc, àrab o persa, entre ells la mussaka, el tzatziki, el iogurt, o les keftedes.

## Ingredients principals

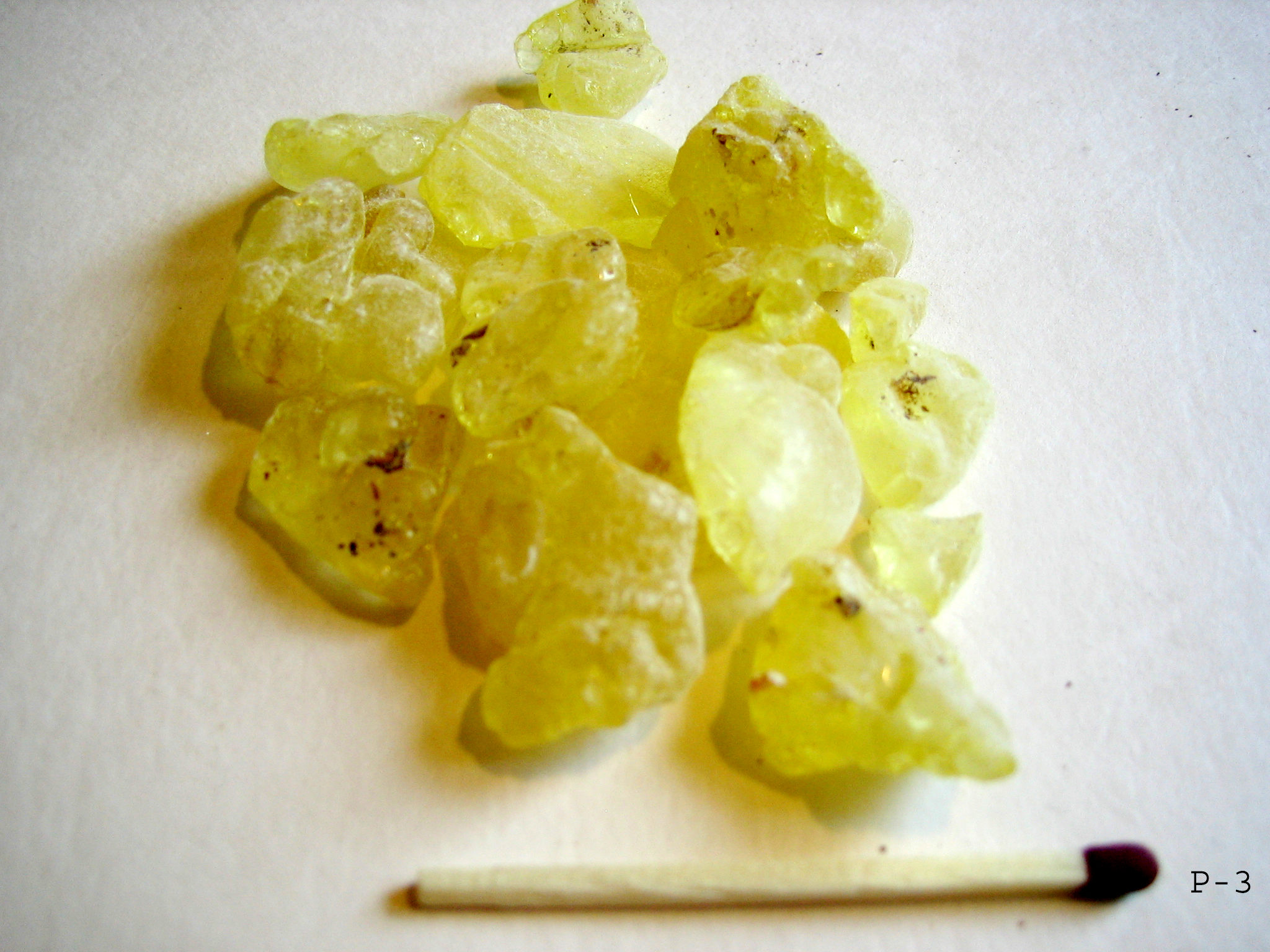
Màstic natural

L'element més característic de la cuina grega és l'oli d'oliva, com a la resta de la Mediterrània. Altres elements bàsics són el pa de blat, la mel, les olives, el iogurt, i els formatges. Les herbes aromàtiques tenen una importància destacada en la cuina grega, en plats a base de verdures, carn o peix: orenga, menta, anet, llorer, farigola, i llavors de fonoll.
Les verdures més utilitzades són la tomaca, l'albergínia, la ceba, el fesol, l'ocra i el cogombre.
Les postres estan dominades pels fruits secs i la mel, com per exemple la halva o la baklava.
Alguns plats fan servir pasta fil·lo, com els boureki o les pastes de l'estil de les spanakópita o tirópita.
Hi ha una gran varietat de formatges: feta, kasseri, kefalotiri, graviera,
kefalograviera, ksinomizithra kritis, anthótiros, manuri, metsovon, mizithra.
El màstic és una pasta de resina mastegable, aromàtica, de color ivori, d'una planta endèmica que es cultiva a l'illa de Quios. Es pot consumir sense processar, encara que el seu preu elevat (uns 180 €/kg) fa que normalment s'utilitze com a ingredient complementari a gelats, xiclets i altres dolços.

## Alguns plats típics

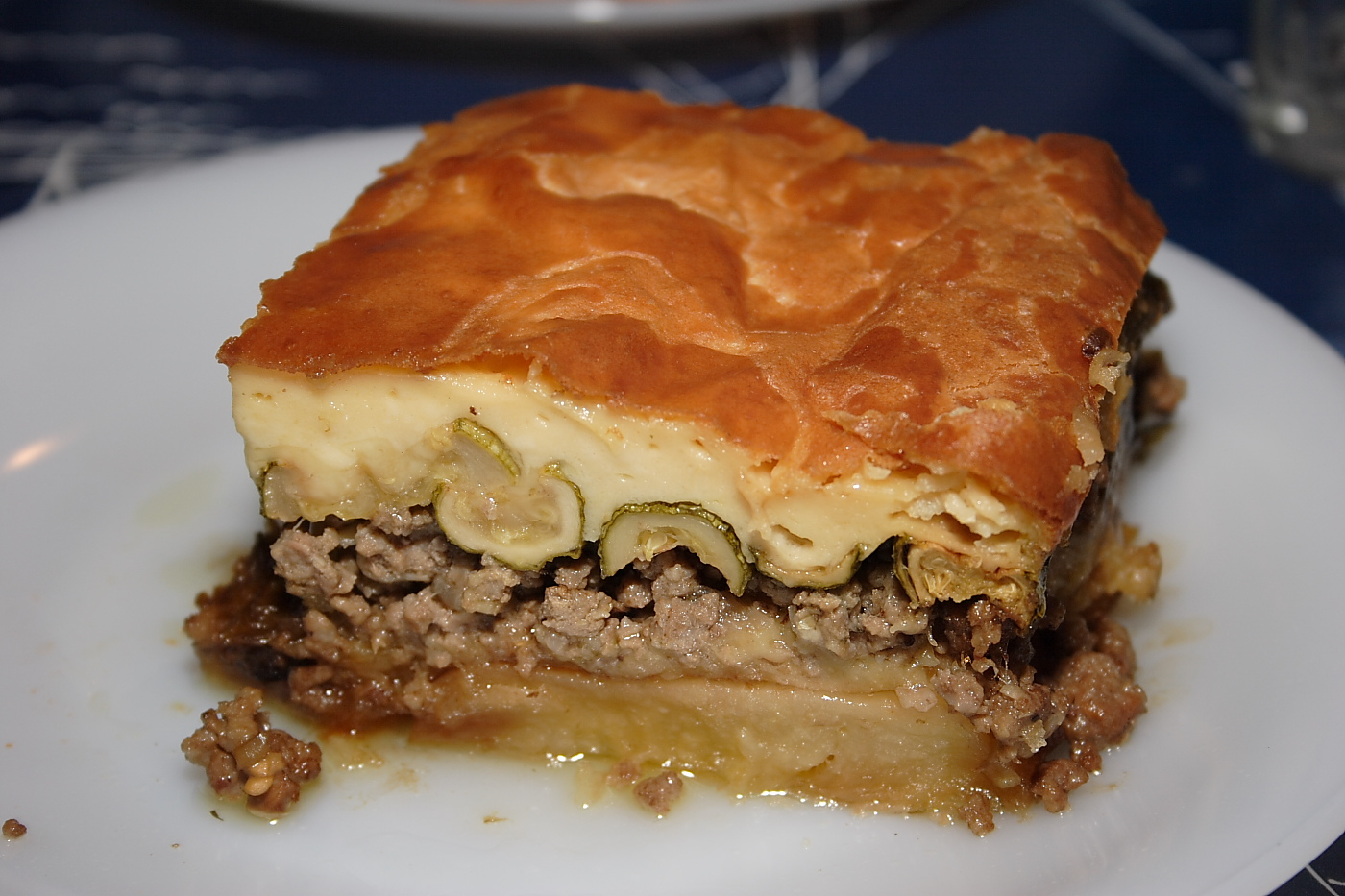
Mussaca

| - Amanida grega, amb tomàquet, olivesi formatge feta. - Avgolemono, sopa o salsa calenta a base d'ou i llimona. - Botarga, ous de peix salats i assecats (conserva). - Dolmades, farcellets de fulles de vinya farcits d'arròs. - Fasolada, sopa de mongetes i verdures, el plat nacional grec per excel·lència. - Gemistà, tomàquets i pebrots farcits d'arròs. - Giuvetsi, carn o peix cuinats al forn amb verdures.. - Giros, kebap amb tomàquet, ceba i salsa en un entrepà. - Rebithosalata, puré de cigrons amanit amb pasta de sèsam. - Keftedes, o mandonguilles - Lachanodolmades, farcellets de fulles de col farcits d'arròs i carn. | - Melitzanosalata, companatge d'albergínia escalivada, aixafada amb forquilla i amanida. - Meze, aperitius o tapes - Mussaca, una capa de carn i una d'albergínia cobertes amb beixamel i gratinades al forn. - Pastitsio, macarrons gratinats, amb carn i salsa de tomàquet. - Saganaki, Qualsevol elaboració feta al "saganaki" (petita paella amb dues nanses). - Skordalià, Puré de patates bollides i all cru, molt espés, que acompanya sempre el bacallà bullit. - Sutzukàkia, mandonguilles allargades amb salsa de tomàquet. - Suvlaki o broqueta de carn - Stifado, conill estofat amb cebetes. - Taramosalata o tarama, companatge d'ous de carpa salats i amanits. - Tzatziki, companatge a base de iogurt grec barrejat amb cogombre ratllat, all i amanit. |

## Dolços i postres

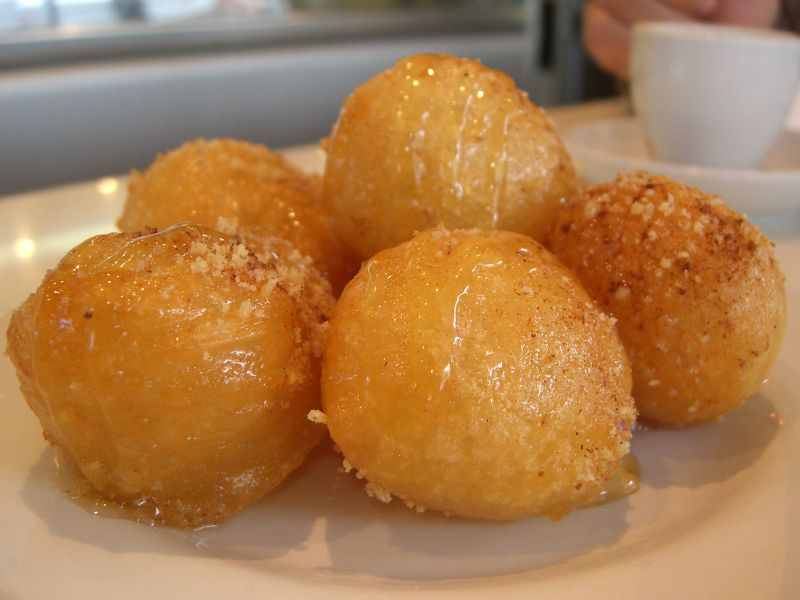
Loukoumades

A les receptes dolces gregues, els ingredients principals són la mel, els fruits secs, la pasta fil·lo i algunes espècies com ara canyella, clau, i makhlepi, una espècia del cirerer de guineu utilitzada per exemple al tsureki (un brioix típic de Pàsqua). Alguns dolços són comuns amb Turquia, com ara el baklava (pastetes a base de capes de pasta fil·lo amb mantega, mel i fruita seca) i els loukoúmia (una mena de gominoles casolanes).
Algunes receptes estan molt relacionades amb les tradicions religioses, com el fanurópita, un pa de pessic aromàtic, fet amb oli d'oliva, sucs de taronja i llimona, fruita seca i espècies, que es prepara per agrair a Sant Fanuri que s'ha trobat un objecte perdut, o el vasilópita, un pa de pessic que porta dins una moneda amagada i es menja els dies de cap d'any i d'any nou. Per Nadal hi ha principalment dos dolços típics, els melomakárona, amb canyella i coberts de mel, i els kurabiedes, a base d'ametlles i mantega.
Altres postres típiques són el galaktobúreko, a base de crema i pasta fil·lo; l'halva, que pot recordar un torró fort però en versió tova; el iogurt amb mel i els loukoumades, que són unes boletes de massa de pa fregida cobertes de mel i sèsam.

## Begudes

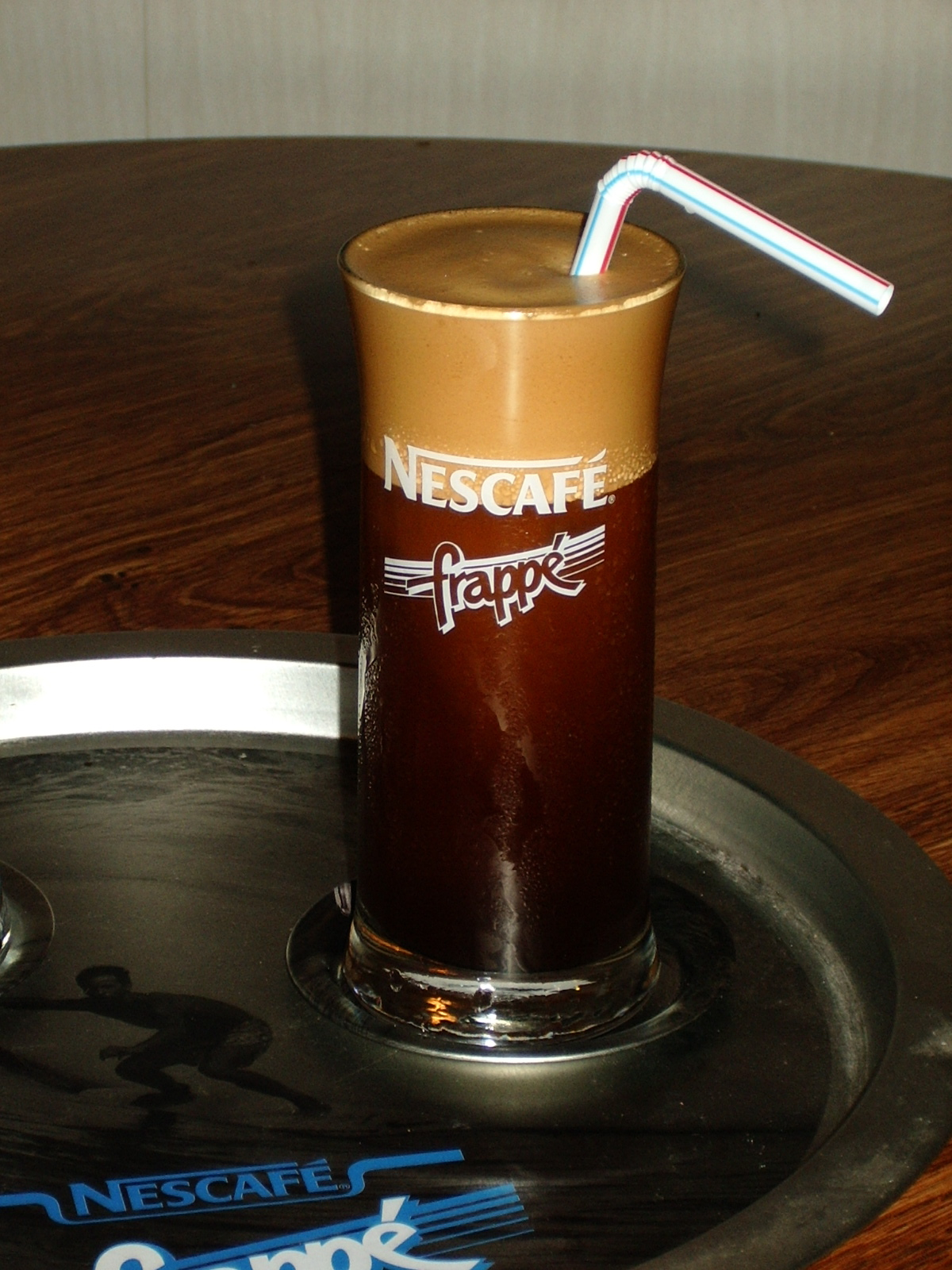
Cafè frappé

El cafè grec és el cafè més habitual a Grècia, com a molts altres països de la Mediterrània oriental. L'any 2006 el seu consum va suposar el 53% del consum total de cafè al país, encara que el seu consum baixa a poc a poc, al voltant d'un 1% a l'any. En estiu, la beguda freda de cafè més estesa és el cafè frappé, fet amb cafè instantani.
L'ouzo és potser la beguda alcohòlica més típica de Grècia. És semblant al rakí, tots són anisats i es consumeixen normalment rebaixats amb aigua. Als ports de les ciutats costaneres és habitual trobar restaurants anomenats ouzeris, on se serveix marisc amb ouzo. En hivern, és típic mesclar rakí amb mel i fer rakómelo calent.
Altres begudes gregues són la retsina, el tsípuro i el metaxà. D'altra banda, el vi és la beguda alcohòlica més habitual al país.

### Vi
La superfície total de vinyes conreades a Grècia és de 132.226 hectàrees, entre les quals hi ha gairebé 300 varietats de raïm. D'aquestes, només hi ha unes 24 el vi de les quals s'exporta.
La meitat de la producció de les vinyes es dedica a la producció de raïm i panses de taula. Hi ha vinyes tant a la costa com en regions de muntanya, fins a 1.000 d'altitud, des de Macedònia fins a Creta i  Rodes, passant per Tessàlia, l'Àtica, el Peloponès (amb 60.419 hectàrees de conreus de vinyes) i algunes illes.
Gairebé el 60% de la producció de vi grec és vi blanc, parcialment gràcies a la retsina.
Algunes varietats de raïm grec són:
- Moskofílero: Del Peloponès, recorda al moscatell. Dona un vi blanc i sec amb aroma de roses.[8]
- Ksinómavro: Raïm àcid del nord amb aroma de fruites del bosc i una quantitat moderada de tanins.[8]
- Agiorgítiko: Varietat molt apreciada de Nemea, molt aromàtica, que dona vins afruitats.[8]
- Limnió: Varietat de Limnos, de la qual ja va parlar Aristòtil.[8]
- Mavrodafni: Literalment "llorer negre", de la regió de Patres i Cefalònia.[8]
- Kotsifali: Raïm de Creta, amb molta aroma i sucre.[8]
- Mandilaria: Varietat tradicional de les Cíclades i de Creta, que dona vins de color intens i amb poca graduació.[8]
- Savatianó: És la varietat més conreada, base de la retsina.[8] També s'utilitza per a fer vins blancs.[8]
- Rhodítis: Raïm tradicional del Peloponès, molt àcid.[8]
- Moscato: Raïm moscatel, cultivat a Patres, amb què es fa el vi de postres dolç de Samos.[8]
- Assirtiko: Raïm blanc de bona qualitat, conreada a Santorini.[8]
- Robóla: Conreada especialment a Cefalònia per a fer vins blancs secs, amb aroma de llima.[8]
- Malagousia: Varietat de la Grècia continental, produeix vins aromàtics.[8]
- Vilana: Varietat antiga, blanca i molt aromàtica.[8]